# Labuh Baru Barat
Labuh Baru Barat is een bestuurslaag in het regentschap Pekanbaru van de provincie Riau, Indonesië. Labuh Baru Barat telt 29.754 inwoners (volkstelling 2010).